# Lupac
Lupac je nenaseljeni otočić u hrvatskom dijelu Jadranskog mora, između otoka Prvića i otoka Zlarina.
Njegova površina iznosi 0,336 km². Dužina obalne crte iznosi 2,24 km.